# Alfred Schüler

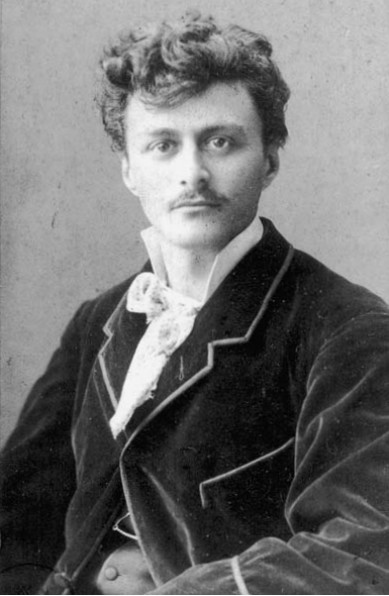
Alfred Schüler

Alfred Jacob Schüler (geboren 21. Oktober 1858 in Elberfeld; gestorben am 3. Juli 1938 in Hamburg-Eppendorf) war ein deutscher Maler.

## Leben
Schüler war der Sohn von Aron und Jeanette Schüler und der älteste Bruder der Dichterin Else Lasker-Schüler. Er erhielt eine Ausbildung als Maler an der Akademie in München. Obwohl er ein solider akademischer Maler und guter Porträtist war, mehrfach ausgezeichnet und gelegentlich durchaus wohlwollend besprochen wurde, blieb ihm der künstlerische und wirtschaftliche Erfolg versagt. In seinen letzten Jahren lebt er in großer Armut in Hamburg, bis eine Hilfsaktion seiner Schwester zum Ankauf mehrerer Arbeiten Schülers durch die Stadt Hamburg führte.
Die biografischen Details sind spärlich. Nach seinem Studium soll er weite Reisen in den Orient unternommen und längere Zeit in Afrika gelebt haben. Dabei hielt er sich, nach Ausweis eines von ihm signierten und datierten Ölgemäldes, im Jahr 1888 in Kairo auf.
1897 ist Schüler erstmals in Hamburg-Neuengamme gemeldet, ab 1902 erscheint er im Hamburger Adressbuch als dort ansässiger Maler. 1897 hatte er die ein Jahr jüngere Hamburgerin Louise Goldzieher geheiratet, die Ehe wurde jedoch geschieden, ein Sohn aus dieser Ehe fiel im Ersten Weltkrieg. Die wirtschaftliche Situation scheint oft schwierig gewesen zu sein und auch seine Versuche als Erfinder etwa einer Form „biegsamen Emails“ blieben erfolglos.
Kontakt mit der berühmten Schwester gab es erst 1930, als Else Lasker-Schüler den Bruder in Hamburg besuchte. Zuvor waren sie sich entfremdet. Die Umstände dieser Entfremdung beschreibt Lasker-Schüler 1925 in Der Versöhnungstag:

„Dem ältesten aber bin ich ein fremdes Kind geblieben, er war viel älter als ich, und da er sich selten im Elternhause aufhielt, gelang es mir nicht, ihn zwischen uns auf eine Schnur zu reihen. Ich phantasierte mit Hilfe meines Märchenbuchs vom verirrten Königssohn, denn seine Bruderschaft gestaltete sich mir in jedem Jahr schleierhafter und mysteriöser. Bis er mich einmal bei seiner Ankunft zu Hause zwischen Portieren hervorzog, hinter denen ich mich, von seinem faszinierenden Wesen behext, versteckt
hatte und mir einen Schlag wegen meiner Unhöflichkeit ins Gesicht gab. ‚Zum Andenken‘. Die Ursache gänzlicher Entfremdung zwischen ihm und mir, zwischen Schwester und Bruder, der Eltern gleichgeliebten Kindern.“

Dennoch hat die Schwester, wie schon erwähnt, sich stark für den verarmten und verbitterten Bruder eingesetzt und ihm zu Ankäufen einiger Aquarelle durch die Stadt Hamburg verholfen. Diese Aquarelle sind zugleich die einzigen bekannten, noch existierenden Werke Schülers. Ein Bildnis Johannes Halbens von Schüler soll sich in den 1930er Jahren im Rathaus Hamburg befunden haben.
Schüler starb fast 80-jährig im Hamburger Universitätskrankenhaus Eppendorf. Da über eine Zugehörigkeit zu einer jüdischen Gemeinde nichts bekannt und Schüler möglicherweise vor seinem Tod konvertiert ist, wurde er vermutlich nicht auf einem jüdischen Friedhof bestattet und sein Grab wohl mittlerweile aufgelassen.